# Österreichischer Seniorenbund
Der Österreichische Seniorenbund bzw. ÖVP Senioren ist ein gemeinnütziger Verein und versteht sich als Interessensvertretung der älteren Generation. Er ist mit rund 300.000 Mitgliedern einer der größten gemeinnützigen Vereine Österreichs. Der Seniorenbund ist ein Teil der Österreichischen Volkspartei (ÖVP). Bis 1967 hieß der Verein Österreichischer Rentnerbund, danach bis 1998 Österreichischer Pensionisten- und Rentnerbund.
Bundesobmann war von 2005 bis Jänner 2016 der ehemalige Nationalratspräsident Andreas Khol. Er trat die Nachfolge des verstorbenen ehemaligen Vize-Landeshauptmanns von Kärnten, Stefan Knafl, an, der zuvor zwölf Jahre lang Obmann des Seniorenbundes gewesen war. Khol folgte im Jänner 2016 dessen bisherige Stellvertreterin Ingrid Korosec nach.
2025 entschied das Bundesverwaltungsgericht, dass der Verein Österreichischer Seniorenbund doch kein Teil der ÖVP sei. Der Verein hatte im Zuge der COVID-19-Pandemie in Österreich Förderungen erhalten, obwohl Parteien diese nicht beantragen durften. Das Bußgeld wurde aufgehoben. Die ÖVP benannte zuvor ihre Teilorganisation in ÖVP Senioren um, Seniorenbund heißt nur noch der Verein. Beibehalten wurden bei beiden die Parteifarben und auch die jeweilige Präsidentin Ingrid Korosec.

## Bundesobleute
- 1952 bis 1967: Karl Holaubek (Wiener Landtagsabgeordneter) und Leopold Hartl[5]
- 1967 bis 1971: Herbert Guglberger
- 1971 bis Februar 1973: Geschäftsführung Johanna Platter, Erich Urban und Erich Troppmann
- ab März 1973: Otto Hofmann-Wellenhof
- 1976 bis 14. November 1988: Hermann Withalm
- Franz Wegart
- Oktober 1992 bis 2. Juni 2005: Stefan Knafl
- 20. September 2005 bis Jänner 2016: Andreas Khol
- seit 14. September 2016: Ingrid Korosec[5]